# Vila Real (distrikt)

Vila Real distrikt i Portugal

Distrito de Vila Real  är ett av Portugals 18 distrikt vars residensstad är Vila Real.

## Geografi
Distriktet ligger i norra Portugal. 
Distriktet har 223 731 invånare och en yta på 4 328 km².

## Kommuner
Vila Real distrikt omfattar 14 kommuner.

- Alijó
- Boticas
- Chaves
- Mesão Frio
- Mondim de Basto
- Montalegre
- Murça
- Peso da Régua
- Ribeira de Pena
- Sabrosa
- Santa Marta de Penaguião
- Valpaços
- Vila Pouca de Aguiar
- Vila Real